# Derolus griseonotatus
Derolus griseonotatus es una especie de escarabajo longicornio del género Derolus, tribu Cerambycini, subfamilia Cerambycinae. Fue descrita científicamente por Pic en 1923.

## Descripción
Mide 16-19 milímetros de longitud.

## Distribución
Se distribuye por Laos y Vietnam.